# Juan de Torquemada (frate)
Fra' Juan de Torquemada (Torquemada, 1557/1565 – Città del Messico, 1624) è stato un frate francescano, missionario e storico del Messico coloniale spagnolo.
È famoso soprattutto per la monumentale opera del 1615 sulla storia degli indigeni intitolata Los veinte y un libros rituales y Monarchia Indiana, solitamente noto come Monarchia Indiana. Quest'opera fu ripubblicata in Spagna nel 1969 nei volumi 41-43 della Biblioteca Porrua.

## Biografia
Juan de Torquemada nacque tra il 1557 ed il 1565, ed arrivò in Nuova Spagna che era un bambino. Studiò filosofia e lingua nahuatl presso il convento Grande de San Francisco di Città del Messico, dove fu ordinato nel 1579. Nel 1582 si trasferì presso il convento di Santiago Tlatelolco, dove divenne guardiano del convento nel 1600. Si occupò anche dell'amministrazione del Colegio de Santa Cruz de Tlatelolco.
A partire dal 1604 viaggiò continuamente a causa degli affari del suo ordine. Fu guardiano dei conventi di Zacatlán (nelle montagne di Puebla) e di Tlaxcala. Nel 1607, durante la terribile inondazione di Città del Messico, gli fu chiesto dal viceré Juan de Mendoza y Luna di ricostruire le calzadas (strade) da Chapultepec a Tepeyac e San Cristóbal, e le dighe di Zumpango e Citlaltépetl, nonostante non fosse ingegnere.
Nel 1609 fu nominato cronologo dell'ordine francescano.
Nel 1610 Torquemada supervisionò la costruzione del monastero di Santiago Tlatelolco. Al suo interno si trova un grandioso altare decorato con dipinti di Baltasar de Echave Orio che circondano un'incisione fatta a mano di san Giacomo il Maggiore, distrutto poco dopo.
Nel 1614 Torquemada fu eletto superiore provinciale dell'ordine francescano in Messico. Mantenne l'incarico fino al 1617.
Morì all'improvviso nella chiesa di Santiago Tlatelolco nel 1624, durante la celebrazione del mattutino.

## Opere

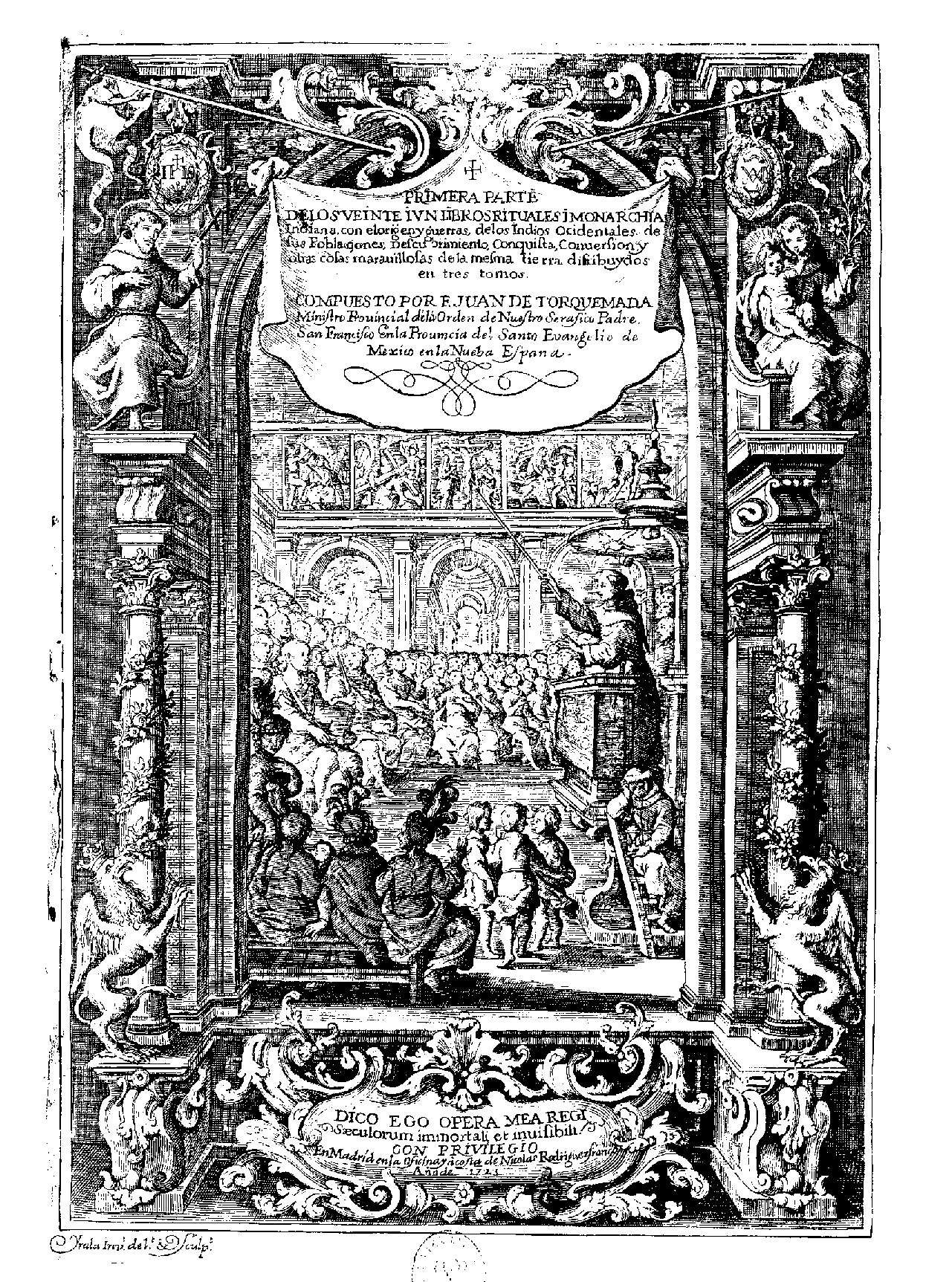
Copertina del Monarchia indiana, di fra' Juan de Torquemada

Scrisse Vida de fray Sebastián de Aparicio (Tlatelolco, 1600 e Madrid, 1605), Opúsculos (scritto nel 1622 e pubblicato come appendice del Códice Mendieta da Joaquín García Icazbalceta nel 1892), varie commedie in lingua nahuatl ed una in spagnolo, latino e nahuatl che è andata perduta.

### Monarchia Indiana
La sua principale opera fu il Los veintiún libros rituales i monarchia indiana con el origen y guerras de los Indios Occidentales, de sus poblaciones, descubrimientos, conquista, conversión y otras cosas maravillosas de la misma tierra (Libro dei ventuno rituali e della monarchia indiana con origine delle guerre degli indiani occidentali, della loro popolazione, scoperte, conquiste, conversioni ed altre magnifiche cose della stessa terra, solitamente noto come Monarchia Indiana) (3 volumi., Siviglia, 1615). La prima edizione è rara, ma fu ristampato a Madrid nel 1723 e poi ancora da Salvador Chávez Hayhoe nel 1943-44.
Si tratta dell'unica cronaca del tempo della Nuova Spagna nota ai contemporanei. Le opere di Toribio de Benavente Motolinia, Bernardino de Sahagún, Gerónimo de Mendieta, Diego Muñoz Camargo e degli altri non furono disponibili per secoli.
Il libro è noioso da leggere a causa delle digressioni teologiche, delle contraddizioni e degli anacronismi. Nonostante questo raccoglie una grande quantità di informazioni direttamente dagli scritti indigeni, e dagli studiosi francescani o di altri ordini cattolici. Torquemada intervistava gli anziani indigeni chiedendo dei loro antenati, e registrando le loro tradizioni orali. Il Monarchia Indiana è la migliore opera conosciuta sul passato degli indigeni fino all'inizio del XVII secolo. Viene considerato una fonte importantissima soprattutto per le culture Totonachi, Pipil e Nicoya.
Torquemada descrive l'epidemia del 1576 occorsa in Nuova Spagna in questo modo:
Disse che due milioni di persone, soprattutto indigeni, morirono, secondo un censimento condotto dal viceré Martín Enríquez de Almansa.